# Pierre Campana
Pierre Campana (nacido el 1 de mayo de 1985, Bastia) es un piloto de rally francés.>

## Carrera
Campana comenzó rally en 2004, e hizo su debut en el Campeonato Mundial de Rally en 2007 en su prueba de casa, el Tour de Corse . La conducción de un Citroën C2 R2, se retiró con un problema mecánico. Regresó un año más tarde en un Renault Clio R3, como una entrada de comodín en el Junior World Championship Rally clase. Terminó el 21º de rally general y tercero en JWRC.
En 2010 Campana disputado tres rondas del Intercontinental Rally Challenge con su Renault Clio R3. En el Rally de Monte Carlo fue 12 general y segundo en 2WD. Repitió la misma hazaña en el Rally Ypres . Se retiró de Checa Rally Zlín después de perder una rueda.
Campana regresó a Monte Carlo en 2011 y esta vez ganó la categoría 2WD, terminando 14 º en general. Luego entró en su prueba de casa del Tour de Corse en un Peugeot 207 S2000 , terminando cuarto en la general. Campana hará su World Rally Car debut en el Rally de Alemania en un Mini John Cooper Works WRC introducida por la Fédération Française du Sport Automóvil , cuya 'Rally Team France' programa Campana será ahora conducir.

## Resultados
| Año  | Equipo                | Automóvil                  | 1     | 2   | 3   | 4   | 5   | 6   | 7   | 8   | 9      | 10  | 11    | 12      | 13      | 14  | 15  | 16  | Pos. | Puntos |
| ---- | --------------------- | -------------------------- | ----- | --- | --- | --- | --- | --- | --- | --- | ------ | --- | ----- | ------- | ------- | --- | --- | --- | ---- | ------ |
| 2007 | Pierre Campana        | Citroën C2 R2              | MON   | SWE | NOR | MEX | POR | ARG | ITA | GRE | FIN    | GER | NZL   | ESP     | FRA Ret | JPN | IRE | GBR | -    | 0      |
| 2008 | Pierre Campana        | Renault Clio R3            | MON   | SWE | MEX | ARG | JOR | ITA | GRE | TUR | FIN    | GER | NZL   | ESP     | FRA 21  | JPN | GBR |     | -    | 0      |
| 2011 | Equipe de France FFSA | Mini John Cooper Works WRC | SWE   | MEX | POR | JOR | ITA | ARG | GRE | FIN | DEU 18 | AUS | FRA 9 | ESP DNS | GBR     |     |     |     | 27º  | 2      |
| 2012 | Mini WRC Team         | Mini John Cooper Works WRC | MON 7 | SWE | MEX | POR | ARG | GRE | NZL | FIN | DEU    | GBR | FRA   | ITA     | ESP     |     |     |     | 21º  | 6      |